# Дорошенко Наталія Вікторівна
Ната́лія Ві́кторівна Дороше́нко, у шлюбі Са́вченко (* 1888, село Білоцерківці Лохвицького повіту Полтавської губернії, нині Пирятинського району Полтавської області — † 6 січня 1974, Нью-Йорк, США) — українська громадська діячка, освітянка, бібліотекарка, письменниця. 
1913 року закінчила Київські вищі жіночі курси при Міністерстві народної освіти (Жіночий Університет) і отримала диплом учительки середніх шкіл.
Від серпня 1913 року до кінця червня 1917 року мешкала в Проскурові (нині Хмельницький) .
В 1913–17 роках працювала завідувачкою і вчителькою Проскурівської вищої початкової дівочої школи. Саме вона організувала курси українознавства для вчителів у Проскурові, а згодом, у місті виникли українські класи навчання .
Наталя Дорошенко-Савченко у статті «Початки національної революції на Проскурівщині» підкреслює: «Треба сказати, що Поділля, зокрема Проскурівщина, були у винятковому становищі, з огляду саме на колишню приналежність до Польщі. Тут жандармське око було пильніше, ніж деінде, особливо під час першої світової війни»  .
Під час Першої світової війни активно співпрацювала з Товариством допомоги жертвам війни (офіційна назва — «Товариство допомоги населенню півдня Росії, що постраждало від воєнних дій»).
У 1917—1920 роках була організаторкою та директоркою першої української гімназії в Полтаві, відомої ще як «земська».
У 1921—1939 роках була бібліотекаркою товариства «Просвіта» у Львові.
Від листопада 1939 року перебувала в еміграції: спочатку — в Польщі (до 1945), потім — у Німеччині, а з 1949 року — в США.
В США також була активним членом УВАН, СУА, «Просвіти» та інших науково-освітніх і громадсько-просвітницьких товариств. Так, 24 травня 1964 р. на науковій конференції УВАН, присвяченій пам’яті Володимира Вікторовича Дорошенка, вона виступила із доповіддю «Спогади про брата». Також брала участь у влаштуванні та відкритті різнопланових виставок для української громади. Так, вона разом із професором Д. Горняткевичем «цінні просвітянські видання визичили на виставку» української книжки і преси, з нагоди 100-річчя «Просвіти» у Львові, яка 3-11 грудня 1968 р. відбулася у великій залі Народного Дому в Нью-Йорку .
Авторка науково-популярних статей і окремих видань, переважно із бібліотекознавства.

## Родина
- Брат Дорошенко Володимир Вікторович — видатний бібліограф.
- Молодша сестра Наталії Дорошенко Міліца (1892 р. н.) 1914 року закінчила Московські педагогічні курси. Від 1924 року працювала у Всенародній бібліотеці України при УАН.
- Племінниця — поетеса Міра Гармаш.
- Чоловік — генерал Володимир Савченко.